# Да Круш, Гильермина
Гильермина П. да Круш (порт. Guilhermina P. da Cruz; род. 20 января 1970) — ангольская легкоатлетка, выступавшая в беге на короткие и средние дистанции. Участница летних Олимпийских игр 1988 и 1996 годов.

## Биография
Гильермина да Круш родилась 20 января 1970 года.
В 1986 году выступала на юниорском чемпионате мира по лёгкой атлетике в Афинах. Выбыла в четвертьфинале в беге на 200 метров (26,21 секунды) и 400 метров (58,20).
В 1988 году вошла в состав сборной Анголы на летних Олимпийских играх в Сеуле. В беге на 100 метров в 1/8 финала заняла предпоследнее, 7-е место, показав результат 12,47 и уступив 0,89 секунды попавшей в четвертьфинал с 5-го места Франсуазе Леру из Франции. В беге на 200 метров в 1/8 финала заняла последнее, 7-е место, показав результат 25,62 и уступив 2,40 секунды попавшей в четвертьфинал с 4-го места Регуле Аэби из Швейцарии.
Дважды участвовала в чемпионатах мира. В 1987 году в Риме показала 25-й результат в беге на 200 метров (25,74). В 1993 году в Штутгарте выбыла в четвертьфинале бега на 200 метров (25,16) и в полуфинале бега на 400 метров (55,34).
В 1995 году участвовала в летней Универсиаде в Фукуоке, где дошла до четвертьфинала на 200-метровке (25,50) и выбыла на этой стадии на 400-метровке (55,89).
В 1996 году вошла в состав сборной Анголы на летних Олимпийских играх в Атланте. В беге на 200 метров в 1/8 финала заняла последнее, 7-е место, показав результат 24,92 и уступив 1,47 секунды попавшей в четвертьфинал с 5-го места Амире Белло с Американских Виргинских Островов. В беге на 400 метров в 1/8 финала заняла последнее, 7-е место, показав результат 55,42 и уступив 2,94 секунды попавшей в четвертьфинал с 5-го места Диане Фрэнсис из Сент-Китс и Невис.

## Личные рекорды
- Бег на 100 метров — 12,47 (24 сентября 1988, Сеул)[2]
- Бег на 200 метров — 24,92 (31 июля 1996, Атланта)[2]
- Бег на 400 метров — 55,34 (15 августа 1993, Штутгарт)[2]